# Shōtarō Shiroyama
Shōtarō Shiroyama (* 6. März 1995 in Hakodate) ist ein japanischer Leichtathlet, der sich auf den Weitsprung spezialisiert hat und der in dieser Disziplin Inhaber des japanischen Landesrekordes ist.

## Sportliche Laufbahn
Erste internationale Erfahrungen sammelte Shōtarō Shiroyama bei den Juniorenasienmeisterschaften 2014 in Taipeh, bei denen er mit 7,70 m die Bronzemedaille gewann, wie auch bei den Juniorenweltmeisterschaften in Eugene wenig später mit windunterstützten 7,83 m. 2017 nahm er an den Asienmeisterschaften in Bhubaneswar teil und gewann dort mit 7,97 m die Bronzemedaille hinter dem Chinesen Huang Changzhou und Chan Ming Tai aus Hongkong. 2018 nahm er erstmals an den Asienspielen in Jakarta teil und belegte mit neuer Bestleistung von 7,98 m den fünften Platz. Im Jahr darauf wurde er mit einer Weite von 7,78 m Fünfter bei den Asienmeisterschaften in Doha. Er qualifizierte sich auch für die Weltmeisterschaften ebendort und belegte dort mit einer Weite von 7,77 m im Finale den elften Platz. 2021 nahm er an den Olympischen Sommerspielen in Tokio teil und verpasste dort mit 7,70 m den Finaleinzug.
2023 klassierte er sich bei den Asienmeisterschaften in Bangkok mit 8,01 m auf dem sechsten Platz. Anschließend schied er bei den Weltmeisterschaften in Budapest mit 7,46 m in der Qualifikationsrunde aus und verpasste bei den Asienspielen in Hangzhou mit 7,21 m den Finaleinzug.
2023 wurde Shiroyama japanischer Meister im Weitsprung.

## Persönliche Bestleistungen
- Weitsprung: 8,40 m (+1,5 m/s), 17. August 2019 in Fukui (japanischer Rekord)
  - Weitsprung (Halle): 7,90 m, 2. Februar 2020 in Osaka